# Зворска
Зворска (рум. Zvorsca) — село у повіті Долж в Румунії. Входить до складу комуни Амерештій-де-Сус.
Село розташоване на відстані 161 км на захід від Бухареста, 46 км на південний схід від Крайови.

## Населення
За даними перепису населення 2002 року у селі проживали 724 особи.
Національний склад населення села:
| Національність | Кількість осіб | Відсоток |
| -------------- | -------------- | -------- |
| румуни         | 717            | 99,0%    |
| цигани         | 7              | 1,0%     |

Рідною мовою назвали:
| Мова      | Кількість осіб | Відсоток |
| --------- | -------------- | -------- |
| румунська | 717            | 99,0%    |
| циганська | 7              | 1,0%     |